# Gong Xiangyu
Gong Xiangyu (chinesisch 龚翔宇, Pinyin gōng xiáng yǔ; * 21. April 1997 in Lianyungang, Provinz Jiangsu) ist eine chinesische Volleyballspielerin.
Gong gewann mit der chinesischen Nationalmannschaft bei den Olympischen Spielen 2016 in Rio de Janeiro die Goldmedaille. 2018 gewann die Diagonalangreiferin mit der Nationalmannschaft bei der Nations League und bei der Weltmeisterschaft in Japan jeweils Bronze und siegte bei den Asienspielen in Jakarta. 2019 gewann sie erneut Bronze bei der Nations League sowie den World Cup in Japan.
Gong spielt seit 2015 bei Jiangsu ECE Volleyball, mit dem sie 2017 die chinesische Meisterschaft gewann. 2019 gewann sie mit Tianjin Bohai Bank die asiatische AVC-Klubmeisterschaft.
Gong wurde in ihrer Karriere mehrfach als „Beste Diagonalspielerin“ ausgezeichnet.